# Политические партии Украины
Политические партии Украины — политические организации (объединения), действующие на территории Украины. 
Согласно статье 36 Конституции Украины политическая партия это объединение граждан, созданное «для осуществления и защиты своих прав и свобод и удовлетворения политических, экономических, социальных, культурных и других интересов». Политические партии Украины «содействуют формированию и выражению политической воли граждан, принимают участие в выборах».
Для современной Украины характерна многопартийная система. По состоянию на 1 января 2021 года в стране зарегистрировано 365 политических партий, активно действует менее 50.
Из-за большого числа политических партий они редко имеют шанс получить власть в одиночку, поэтому для формирования правительства создаются коалиции в парламенте. Раньше партии образовывали блоки для участия на выборах, но, начиная с 2012 года, блокам политических партий запрещено участвовать в парламентских выборах.
По результатам парламентских выборов 2014 года в украинском парламенте VIII созыва представлены 8 партий.
Для украинских партий традиционно цивилизационные и геостратегические ориентации играют более важную роль, чем экономические и социально-политические программы, что обусловило появление чёткого разделения партий по направленности внешней политики – пророссийской или прозападной (проевропейской).

## История
Созданная в 1890 году в австро-венгерской провинции Королевство Галиции и Лодомерии Русско-украинская радикальная партия (укр. Русько-українська радикальна партія, РУРП) стала первой украинской партией европейского образца — с социальной программой, массовой организацией и формальным членством. Создали партию известные украинские писатели, публицисты и общественные деятели Иван Франко и Михаил Павлик под влиянием идей историка и публициста Михаила Драгоманова. Партия просуществовала до развала Австро-Венгрии, принимая активное участие в парламентских выборах.
Первой украинской партией в Российской империи стала Революционная украинская партия (укр. Революційна українська партія; РУП), основанная 11 февраля 1900 года на III съезде украинских студенческих громад в Харькове. В 1905 году, пережив раскол, была преобразована в Украинскую социал-демократическую рабочую партию.
По итогам выборов во Всероссийское учредительное собрание в ноябре 1917 года ведущей украинской партией стала Украинская партия социалистов-революционеров, за которую отдали свои голоса 3 433 000 избирателей (7,7%), что обеспечило ей 81 мандат из 767, третий результат после российских эсеров и большевиков. В Киевском избирательном округе украинские эсеры победили за явным преимуществом, набрав 1 179 234 голосов (78,11%), 133 766 голосов (8,86%) получили украинские национальные партии.
По итогам советско-польской войны Украина была разделена на Западную, вошедшую в состав второй Речи посполитой, и советскую, ставшей одной из 15 республик СССР. В УССР уже в начале 1920-х годов была установлена однопартийная система, при которой какие-либо партии кроме правящей могли существовать лишь подпольно. А вот в польской Украине украинские партии могли действовать легально, хотя и не всегда. В 1919 году была создана Коммунистическая партия Восточной Галиции, в 1923 году сменившая название на Коммунистическая партия Западной Украины. В 1938 году Исполком Коминтерна принял решение распустить Компартию Западной Украины, в которой якобы руководство захватила фашистская агентура. Члены КПЗУ, которые оказались на территории СССР, были репрессированы.
Демократизация СССР конца 1980-х—начала 1990-х годов, в частности, отмена 6-й статьи Конституции СССР о руководящей роли КПСС и проведение первых в советской истории свободных выборов народных депутатов СССР, УССР, регионального и местного уровня, привели к возрождению в Украине многопартийности. Важную роль в этом процессе сыграло создание осенью 1989 года массового общественно-политического движения под названием «Народное движение Украины за перестройку» (укр. Народний Рух України за перебудову), объединившее людей, иногда с диаметрально противоположными взглядами: от либерально настроенных коммунистов до радикальных националистов. Среди первых заметных украинских партий были Украинская республиканская партия, Демократическая партия Украины, Партия демократического возрождения Украины и другие.
После того как политический кризис на Украине 2013—2014 годов завершился сменой власти, многопартийная система страны испытала серьёзные изменения. Ранее крупнейшая политическая организация, Партия регионов, прекратила своё существование, большая часть её лидеров и функционеров примкнули к новой партии, Оппозиционный блок, созданной на базе партии «Закон и порядок», некоторые из оставшихся присоединились к другим организациям, в частности, к партиям «Возрождение» и «Наш край».

#### «Партии власти»
В украинской политике существует понятие «партия власти». Партия власти — это, как правило, партия, специально учреждённая поддерживать в парламенте курс действующего президента или премьер-министра. Может не иметь большинства в парламенте.
Первой украинской «партией власти» была Коммунистическая партия Украины, созданная 3—5 декабря 1917 года. Долгое время она была единственной на Украине партией. После первых свободных выборов в Верховный совет УССР в мае 1990 года КПУ смогла получить большинство. Всего народными депутатами было избрано около 380 членов компартии, но при создании фракции «За Советскую суверенную Украину» (укр. «За Радянську суверенну Україну») в неё вошло только 239 человек, за что её и стали неофициально называть «Группа 239». Позднее в группу входило около 270 парламентариев. После поражения августовского путча в Москве и провозглашения независимости Украины деятельность КПУ была запрещена указом Президиума ВС Украины и группа «За Советскую суверенную Украину» прекратила деятельность.
В независимой Украине неоднократно предпринимались попытки создания «партии власти». Так, в августе 1992 года в Киеве был создан Конгресс национально-демократических сил (КНДС), главной целью которого была попытка объединить бывшую коммунистическую номенклатуру и национал-демократов для поддержки сильной президентской власти на Украине. В Конгресс вошли 16 национально-демократических партий и общественных организаций, среди которых были Украинская республиканская партия (УРП), Демократическая партия Украины, «Всеукраинское общество „Просвещение“ имени Тараса Шевченко» и другие. В то же время, ведущая партия украинских национал-демократов, Народный Рух Украины, отказалась присоединиться к КНДС. В марте 1994 года партии входивщие в КНДС приняли участие в первых в истории независимой Украины парламентских выборах в составе блока Демократическое объединение «Украина» (укр. Демократична об'єднання «Україна»), но смогли завоевать лишь 12 мест из 450. После того как летом того же 1994 года президент Украины Леонид Кравчук проиграл досрочные президентские выборы, КНДС прекратил своё существование.
После избрания президентом Леонида Кучмы была предпринята вторая попытка создать «партию власти». В феврале 1996 года в результате объединения двух партий провалившихся на выборах в Раду была создана Народно-демократическая партия, ставившая перед собой цель поддерживать политику Кучмы. В 1997 году партию возглавил премьер-министр Валерий Пустовойтенко, что вызвало массовый приход в её ряды украинских чиновников. Но на первых в истории НДП парламентских выборах 1998 года партия получила всего 5,01% голосов. Хотя НДП и удалось сформировать в парламенте вторую по численности после коммунистов фракцию, большинство оказалось у оппозиции. Уже осенью 1998 года внутри партии формируется крыло оппозиционное к курсу президента Кучмы, что уже в следующем году привело к расколу и выходу из НДП ряда известных политиков. В преддверии президентских выборов и на фоне развала НДП создаётся пропрезидентское Всеукраинское объединение демократических сил «Злагода». Весной 2001 года «Трудовая Украина» (ТУ), НДП, Партия регионов (ПР) и Аграрная партия Украины (АПУ) создали пропрезидентский блок «За единую Украину!», который возглавил глава президентской администрации Владимир Литвин. Позже к блоку присоединились Партия промышленников и предпринимателей Украины и ряд других организаций. По итогам парламентских выборов 2002 года блоку удалось сформировать самую большую в Раде фракцию. В июне 2002 года блок распался.
Из всех попыток создать украинскую «партию власти» самой удачной оказалась Партия регионов. Она была образована в ноябре 2000 года в результате объединения пяти партий и получила название Партия регионального возрождения «Трудовая солидарность Украины». В марте 2001 года она стала называться Партия регионов. Считается, что новая партия создавалась главой президентской администрации Владимиром Литвиным как предвыборный проект партии губернаторов, аналогичный российскому «Единству». Новая партия фактически стала политической надстройкой донецкой бизнес-группы, объединив таких видных представителей местной региональной элиты как глава Государственной налоговой администрации Украины Николай Азаров, мэр Донецка Владимир Рыбак, бывший премьер-министр Украины Ефим Звягильский, донецкий губернатор Виктор Янукович и влиятельный бизнесмен Ринат Ахметов.
Партиями власти можно считать:
- Группа 239 (1990—1994)
- Коммунистическая партия Украины (1994—1998, 2006—2007, 2010—2012)
- Социалистическая партия Украины (1994—1998, 2005—2007)
- Социал-демократическая партия Украины (объединённая) (1998—2005)
- Народно-демократическая партия (1998—2002)
- За правду, за народ, за Украину! (1998—2002)
- Блок партий За единую Украину! (2002—2005)
- Блок Юлии Тимошенко (2005, 2006, 2007—2010)
- Блок партий «Наша Украина» (2005—2006, 2007—2010)
- Партия регионов (2005—2006, 2007, 2010—2014)
- Блок Литвина (2009—2012)
- Батькивщина (2014—2016)
- «УДАР Виталия Кличко» (2014)
- Свобода (2014)
- Блок Петра Порошенко «Солидарность»/Европейская солидарность (2014—2019)
- Народный фронт (2014—2019)
- Самопомощь (2014—2016)
- Радикальная партия Олега Ляшко (2014—2015)
- Слуга народа (2019—по настоящее время)

## Парламентские партии
Ниже представлен список политических партий Украины, представленных в Верховной раде Украины IX созыва по данным официального сайта украинского парламента на 31 декабря 2023 года.
| Название партии                           | Идеология                                                                           | Лидер партии    | Руководитель фракции            | Численность фракции | Дата создания |
| ----------------------------------------- | ----------------------------------------------------------------------------------- | --------------- | ------------------------------- | ------------------- | ------------- |
| «Слуга народа»                            | социал-либерализм, проевропеизм, популизм, гражданский национализм                  | Е. А. Шуляк     | Д. Г. Арахамия                  | 235                 | 29.08.2019    |
| «Европейская солидарность»                | консерватизм, неолиберализм, национализм                                            | П. А. Порошенко | А. В. Герасимов И. В. Геращенко | 27                  | 29.08.2019    |
| «Всеукраинское объединение „Батькивщина“» | либеральный консерватизм, центризм, проевропеизм, гражданский национализм, популизм | Ю. В. Тимошенко | Ю. В. Тимошенко                 | 24                  | 29.08.2019    |
| «Голос»                                   | неолиберализм, правоцентризм, проевропеизм                                          | К. А. Рудик     | А. Ю. Устинова                  | 20                  | 29.08.2019    |
| «За будущее»                              | консерватизм, проевропеизм                                                          | И. П. Палица    | Т. И. Батенко                   | 17                  | 2.06.2020     |

Не имеют своих фракций в Раде, но также представлены в парламенте ещё 12 партий: «Оппозиционный блок» (6 депутатов), «Наш край» (4 депутата), «Свобода», «Самопомощь», Единый центр, «Біла Церква разом», Украинская народная партия, Конгресс украинских националистов, «За конкретные дела» и Аграрная партия Украины (по 1 депутату). Большинство из этих депутатов не состоят ни в каких фракциях.

## Зарегистрированные партии
В таблице партии представлены в порядке, указанном в списке на сайте Министерства юстиции. Если дата официальной регистрации более ранняя, чем дата создания/учреждения (заявленная самой партией), то это означает, что партия с новой идеологией создана путём переименования на базе старой партии, при сохранении старой регистрации (пример — Правый сектор). Лидеры партий указаны в соответствии с данными Министерства юстиции, в остальных случаях указаны источники.
| Название | Лидер(ы)                                                                         | Регистрация |
| Республиканская платформа (укр. Республіканська платформа) | Павлишин Олег Мирославович                                                       | 05.11.1990  |
| Партия зелёных Украины (укр. Партія Зелених України) | Кононов Виталий Николаевич                                                       | 24.05.1991  |
| Демократическая партия Украины (укр. Демократична партія України) | Костюк Светлана Николаевна                                                       | 28.06.1991  |
| Либеральная партия Украины (укр. Ліберальна партія України) | Цыганко Петр Степанович                                                          | 10.10.1991  |
| Социалистическая партия Украины (укр. Соціалістична партія України) | Заика Виктор Иванович                                                            | 25.11.1991  |
| Селянская партия Украины (укр. Селянська партія України) | Холоднюк Зиновий Васильевич                                                      | 03.03.1992  |
| Либерально-демократическая партия Украины (укр. Ліберально-демократична партія України) | Гольденберг Яков Израилевич                                                      | 17.07.1992  |
| Политическая партия «Настоящие действия» (укр. Справжні дії) | Данилов Сергей Владимирович                                                      | 30.10.1992  |
| Всеукраинское объединение «Черкащане» (укр. Всеукраїнське Об'єднання «Черкащани») | Семинога Анатолий Иванович                                                       | 23.11.1992  |
| Конгресс украинских националистов (укр. Конгрес Українських Націоналістів) | Брацюнь Степан Иванович                                                          | 26.01.1993  |
| Народный Рух Украины (укр. Народний Рух України) | Кривенко Виктор Николаевич                                                       | 01.02.1993  |
| Партия ветеранов Афганистана (укр. Партія ветеранів Афганістану) | Червонопиский Сергей Васильевич                                                  | 09.02.1993  |
| Социал-демократическая партия Украины (укр. Соціал-демократична партія України) | Буздуган Юрий Алексеевич                                                         | 04.03.1993  |
| Политическая партия «Акцент» (укр. Політична Партія «Акцент») | Мельник Ирина Евгеньевна                                                         | 14.05.1993  |
| Политическая партия «КРАЇНА» (укр. Політична Партія «КРАЇНА») | Виталий Скоцик                                                                   | 21.05.1993  |
| Славянская партия (укр. Слов’янська партія) | Лузан Александр Васильевич                                                       | 10.06.1993  |
| Политическая партия «Организация украинских националистов» (укр. Організація Українських Націоналістів) |                                                                                  | 17.11.1993  |
| Всеукраинское объединение «Громада» (укр. Всеукраїнське об’єднання «Громада») | Лазаренко Павел Иванович                                                         | 22.03.1994  |
| Народно-демократичная партия патриотов Украины (укр. Народно-Демократична партія патріотів України) | Тимошков Леонид Михайлович                                                       | 22.12.1994  |
| Христианско-либеральная партия Украины (укр. Християнсько-Ліберальна партія України) | Черновецкий Леонид Михайлович                                                    | 02.08.1995  |
| Всеукраинское объединение «Свобода» (укр. Всеукраїнське об’єднання «Свобода») | Тягнибок Олег Ярославович                                                        | 16.10.1995  |
| Всеукраинское объединение «Демократы» (укр. Всеукраїнське об’єднання «ДЕМОКРАТИ (Демократична партія)») | Вершинин Дмитрий Владимирович                                                    | 25.01.1996  |
| Народно-демократическая партия (укр. Народно-демократична партія (НДП)) | Супрун Людмила Павловна                                                          | 30.05.1996  |
| Социал-демократическая партия Украины (объединённая) (укр. Соціал-демократична партія України (об’єднана)) | Говоруха Юрий Николаевич                                                         | 01.07.1996  |
| Прогрессивная социалистическая партия Украины (укр. Прогресивна соціалістична партія України) | Витренко Наталья Михайловна                                                      | 09.07.1996  |
| Народная партия (укр. Народна Партія) | Литвин Владимир Михайлович                                                       | 30.12.1996  |
| Партия «Женщины Украины» (укр. Партія «Жінки України») | Богаченко Любовь Ивановна                                                        | 21.03.1997  |
| Христианско-демократический союз (укр. Партія Християнсько-Демократичний Союз) | Власийчук Петр-Андрей Михайлович                                                 | 27.03.1997  |
| Партия «Союз» (укр. Партія «Союз») | Миримский Лев Юльевич                                                            | 11.06.1997  |
| Политическая партия «Настоящая Украина» (укр. Справжня Україна) | Якибчук Мирослав Ильич                                                           | 11.06.1997  |
| Партия защитников Отечества (укр. Партія захисників Вітчизни) | Кармазин Юрий Анатольевич                                                        | 07.07.1997  |
| Республиканская христианская партия (укр. Республіканська Християнська партія) | Поровский Николай Иванович                                                       | 24.07.1997  |
| Политическая партия «Правый сектор» (укр. Правий сектор) | Тарасенко Андрей Иванович                                                        | 29.09.1997  |
| Партия «Реформы и порядок» (укр. Партія «Реформи і порядок») |                                                                                  | 24.10.1997  |
| Партия регионов (укр. Партія регіонів) | Чичасов Игорь Алексеевич                                                         | 06.11.1997  |
| Партия «Народный блок» (укр. Партія «Народний блок») | Яценко Ольга Александровна                                                       | 19.01.1998  |
| Партия «За права человека» (укр. Партія «За Права Людини») | Тарасов Владимир Васильевич                                                      | 20.01.1998  |
| Партия «Русь» (укр. Партія «Русь») | Шевчук Денис Владимирович                                                        | 30.09.1998  |
| Политическая партия «Справедливости и развития» (укр. Політична партія «СПРАВЕДЛИВОСТІ ТА РОЗВИТКУ») | Шевченко Алексей Викторович                                                      | 20.10.1998  |
| Политическая партия «Украина — Вперёд!» (укр. Політична партія «Україна – Вперед!») | Солод Валерия Юрьевна                                                            | 11.12.1998  |
| Патриотическая партия Украины (укр. Патріотична партія України (ППУ)) | Габер Николай Александрович                                                      | 31.12.1998  |
| Политическая партия малого и среднего бизнеса Украины (укр. Політична партія малого і середнього бізнесу України) | Курилайтене Валерия Иозо                                                         | 04.01.1999  |
| Политическая партия «Держава» (укр. Держава) | Бачигин Владимир Павлович                                                        | 11.01.1999  |
| Политическая партия «Доверяй делам» (укр. Довіряй ділам) | Бриндак Олег Борисович                                                           | 26.01.1999  |
| Партия «Громадская сила» (укр. Громадська сила) | Пермяков Алексей Александрович                                                   | 30.03.1999  |
| Всеукраинское политическое объединение «Единая семья» (укр. «Всеукраїнське політичне об'єднання «ЄДИНА РОДИНА») | Александр Ржавский                                                               | 30.04.1999  |
| Политическая партия «Третья Украинская Республика» (укр. Третя Українська Республіка) | Бессмертный Роман Петрович                                                       | 13.05.1999  |
| Политическая партия «Порядок.Ответственность.Справедливость» (укр. Політична партія ПОРЯДОК.ВІДПОВІДАЛЬНІСТЬ.СПРАВЕДЛИВІСТЬ) | Свищ Андрей Ярославович                                                          | 20.05.1999  |
| Политическая партия «Молодая Украина» (укр. Молода Україна) | Коноваленко Анатолий Иванович                                                    | 09.07.1999  |
| Молодёжная партия Украины (укр. Молодіжна партія України) | Тенетко Анна Григорьевна                                                         | 03.09.1999  |
| Всеукраинское объединение «Батькивщина» (укр. Всеукраїнське об’єднання «Батьківщина») | Тимошенко Юлия Владимировна                                                      | 16.09.1999  |
| Политическая партия «Команда Андрея Балоги» (укр. Політична партія КОМАНДА АНДРІЯ БАЛОГИ) | Балога Виктор Иванович                                                           | 24.09.1999  |
| Партия свободных демократов (укр. Партія Вільних демократів) | Згиблов Александр Георгиевич                                                     | 02.11.1999  |
| Партия пенсионеров Украины (укр. Партія Пенсіонерів України) | Кукурика Николай Николаевич                                                      | 11.11.1999  |
| Политическая партия «Оппозиционная платформа — За жизнь» (укр. Опозиційна платформа — За життя) | Рабинович Вадим Зиновьевич                                                       | 09.12.1999  |
| Политическая партия «Партия Сергея Суханова» (укр. Політична Партія «ПАРТІЯ СЕРГІЯ СУХАНОВА») | Суханов Сергей Анатольевич                                                       | 13.12.1999  |
| Всеукраинская партия «Новая сила» (укр. Всеукраїнська партія «Нова Сила») | Збитнев Юрий Иванович                                                            | 16.12.1999  |
| Партия «Солидарность женщин Украины» (укр. Партія «Солідарність жінок України») | Петросянц Марина Николаевна                                                      | 23.12.1999  |
| Украинская народная партия (укр. Українська Народна Партія) | Клименко Александр Иванович                                                      | 31.12.1999  |
| Народная партия вкладчиков и социальной защиты (укр. Народна партія вкладників та соціального захисту) | Кривобоков Владислав Анатольевич                                                 | 01.02.2000  |
| Украинская партия «Единство Александра Омельченко» (укр. Українська партія «Єдність Олександра Омельченка») | Омельченко Александр Александрович                                               | 04.02.2000  |
| Партия промышленников и предпринимателей Украины (укр. Партія промисловців і підприємців України) | Кинах Анатолий Кириллович                                                        | 20.04.2000  |
| Политическая партия «За Украину!» (укр. За Україну!) | Сиротенко Сергей Владимирович                                                    | 04.05.2000  |
| Европейская солидарность (укр. Партія «Європейська солідарність») | Порошенко Пётр Алексеевич                                                        | 05.05.2000  |
| Политическая партия «Справедливость» (укр. Партія «Справедливість») | Николаенко Станислав Николаевич                                                  | 18.05.2000  |
| Политическая партия «Трудовая Украина» (укр. Трудова Україна) | Сопельник Владимир Иванович                                                      | 21.06.2000  |
| Всеукраинская партия Народного Доверия (укр. Всеукраїнська партія Народної Довіри) | Азаров Андрей Святославович                                                      | 23.08.2000  |
| Партия «Национально-демократическое объединение „Украина“» (укр. «Національно-демократичне об’єднання «Україна») | Кузьмич Григорий Васильевич                                                      | 01.09.2000  |
| Народный Рух Украины за единство (укр. Народний Рух України за єдність) | Бойко Богдан Фёдорович                                                           | 22.12.2000  |
| Украинская политическая партия «Христианское движение» (укр. Українська політична партія «Християнський рух») | Звягинцева Тамара Петровна                                                       | 29.12.2000  |
| Политическая партия «Новая политика» (укр. Нова політика) | Семиноженко Владимир Петрович                                                    | 14.02.2001  |
| Зелёная экологическая партия Украины «Радуга» (укр. Зелена екологічна партія України «Райдуга») | Гуцол Михаил Васильевич                                                          | 20.03.2001  |
| Украинская морская партия Сергея Кивалова (укр. Українська морська партія Сергія Ківалова) | Кивалов Сергей Васильевич                                                        | 27.03.2001  |
| Всеукраинское политическое объединение «Женщины за будущее» (укр. «Жінки за майбутнє» Всеукраїнське політичне об’єднання) | Довженко Валентина Ивановна                                                      | 30.03.2001  |
| Всеукраинская партия духовности и патриотизма (укр. Всеукраїнська партія духовності і патріотизму) | Шевченко Анатолий Иванович                                                       | 30.03.2001  |
| Политическая партия «25» (укр. 25) | Ивахнюк Константин Георгиевич                                                    | 01.08.2001  |
| Социально-экологическая партия «Союз. Чернобыль. Украина.» (укр. Соціально-екологічна партія «Союз. Чорнобиль. Україна.») | Демченко Григорий Хомич                                                          | 11.12.2002  |
| Союз анархистов Украины (укр. Союз анархістів України) | Чёрный Вадим Львович                                                             | 28.12.2002  |
| Политическая партия Украины «Русь единая» (укр. Русь Єдина) | Гичко Александр Владиславович Ременюк Алексей Иванович                           | 05.06.2003  |
| Всеукраинская политическая партия — Экология и Социальная защита (укр. Всеукраїнська Політична партія - Екологія та Соціальний захист) | Балюк Сергей Васильевич                                                          | 07.11.2003  |
| Партия «Возрождение» (укр. Партія «Відродження») | Куцик Инна Николаевна                                                            | 15.06.2004  |
| Политическая партия «Украинский дом» (укр. Український дім) | Стельмащук Юрий Иванович                                                         | 07.07.2004  |
| Всеукраинская политическая партия «Братство» (укр. ) | Корчинский Дмитрий Александрович                                                 | 05.08.2004  |
| Политическая партия «Основа» (укр. Основа) | Толстошеев Дмитрий Александрович                                                 | 13.10.2004  |
| Партия «Социалистическая Украина» (укр. Соціалістична Україна) | Гошовский Владимир Сергеевич                                                     | 23.12.2004  |
| Политическая партия «Сила и Честь» (укр. Сила і Честь) | Смешко Игорь Петрович                                                            | 29.12.2004  |
| Политическая Партия «Всеукраинский патриотический союз» (укр. Всеукраїнський патріотичний союз) | Ганжа Сергей Валентинович                                                        | 18.01.2005  |
| Политическая партия «Украинци вместе» (укр. УКРАЇНЦІ РАЗОМ) | Руденко Руслан Владимирович                                                      | 28.01.2005  |
| Политическая партия «Энергия» (укр. ЕНЕРГІЯ) | Монахова Ярослава Дмитриевна                                                     | 16.02.2005  |
| «КМКС» Партия венгров Украины (укр. «КМКС» Партія угорців України) | Брензович Василий Иванович                                                       | 17.02.2005  |
| Украинская партия чести, борьбы с коррупцией и организованной преступностью (укр. Українська партія честі, боротьби з корупцією та організованою злочинністю)                                                                              | Давиденко Александр Григорьевич                                                  | 17.02.2005  |
| Политическая партия Эко Партия Березы(укр. ЕКО ПАРТІЯ БЕРЕЗИ) | Берёза Борислав Ефимович                                                         | 25.02.2005  |
| Республиканская партия Украины (укр. Республіканська Партія України) | Князева Надежда Александровна                                                    | 11.03.2005  |
| Политическая партия «УДАР (Украинский демократический альянс за реформы) Виталия Кличко» (укр. «УДАР (Український Демократичний Альянс за Реформи) Віталія Кличка»)                                                                        | Кличко Виталий Владимирович                                                      | 14.03.2005  |
| Политическая партия «Новая демократия» (укр. Нова демократія) | Шевченко Лидия Анатольевна                                                       | 14.03.2005  |
| Политическая партия СИЛА ПРАВА (укр. СИЛА ПРАВА) | Полях Анатолий Михайлович                                                        | 18.03.2005  |
| Политическая партия «Наша Украина» (укр. Наша Україна) | Ванникова Ирина Валерьевна                                                       | 22.03.2005  |
| Гражданская партия «Пора!» (укр. Громадянська партія «Пора») | Каськив Владислав Владимирович                                                   | 23.03.2005  |
| Политическая партия «Гражданская позиция» (укр. Громадянська позиція) | Гирняк Владимир Олегович                                                         | 24.03.2005  |
| Демократическая партия венгров Украины (укр. Демократична партія угорців України) | Гайдош Иштван Ференцевич                                                         | 24.03.2005  |
| Украинская партия «Зелёная планета» (укр. Зелена планета) | Орехов Сергей Николаевич                                                         | 24.03.2005  |
| Политическая партия «Украина Соборная» (укр. Україна Соборна) | Яхеева Татьяна Михайловна                                                        | 24.03.2005  |
| Партия Труда (укр. Партія Труда) | Комарович Андрей Александрович                                                   | 25.03.2005  |
| Партия «Гражданская солидарность» (укр. Громадянська солідарність) | Палий Виктор Николаевич                                                          | 25.03.2005  |
| Политическая партия «Партия Винничан» (укр. ПАРТІЯ ВІННИЧАН) | Филонов николай Валерьевич                                                       | 25.03.2005  |
| Партия «Сильная Украина» (укр. Сильна Україна) | Фабрикант Светлана Самуиловна                                                    | 25.03.2005  |
| Совесть Украины (укр. Совість України) | Хачатурян Хачатур Владимирович                                                   | 25.03.2005  |
| Политическая партия «Патриот» (укр. Патріот) | Голомша Николай Ярославович                                                      | 25.03.2005  |
| Политическая партия «Народная Програма Вадима Черного» (укр. НАРОДНА ПРОГРАМА ВАДИМА ЧОРНОГО) | Чёрный Вадим Владимирович                                                        | 20.07.2005  |
| Политическая партия «Социал-патриотическая ассамблея славян» (укр. Соціал-Патріотична Асамблея Слов’ян) | Коваленко Эдуард Владимирович                                                    | 14.02.2006  |
| Политическая партия «Народно-трудовой союз Украины» (укр. Народно-трудовий союз України) | Зубов Валентин Сергеевич                                                         | 11.04.2006  |
| Политическая партия «Совместное действие» (укр. Спільна дія) | Пукало Богдан Михайлович                                                         | 10.07.2006  |
| Политическая партия «Европейская партия Украины» (укр. Європейська партія України) | Николай Дмитриевич Катеринчук                                                    | 03.08.2006  |
| Политическая партия «Великая Украина» (укр. Велика Україна) | Беркут Игорь Витальевич                                                          | 15.09.2006  |
| Политическая партия «Либерально-гуманистическая партия „Товарищ“» (укр. Ліберально-гуманістична партія «Товариш) | Нечепорук Денис Иванович                                                         | 15.09.2006  |
| Аграрная партия Украины (укр. Аграрна партія України) | Поплавский Михаил Михайлович                                                     | 14.11.2006  |
| Политическая партия «Казацкая слава» (укр. Козацька слава) | Селиванов Станислав Филиппович                                                   | 29.11.2006  |
| Политическая партия «Политическое объединение „Прямое действие“» (укр. Політичне об’єднання «Пряма дія») | Жарков Владимир Александрович                                                    | 13.12.2006  |
| Украинская республиканская партия (укр. Українська республіканська партія) | Джердж Сергей Федорович                                                          | 21.12.2006  |
| Украинская партия (укр. Українська партія) | Леонтьев Анатолий Георгиевич                                                     | 27.12.2006  |
| Политическая партия «Украинские социал-демократы» (укр. Українські соціал-демократи) | Клюс Александр Васильевич                                                        | 20.01.2007  |
| Партия «Киевская Русь» (укр. Київська Русь) | Сергачёв Валерий Александрович                                                   | 13.04.2007  |
| Политическая партия «Фронт перемен» (укр. Фронт Змін) | Войцеховская Светлана Михайловна                                                 | 26.06.2007  |
| Политическая партия «Блая Церковь вмете» (укр. Біла Церква разом) | Герасимчук Владимир Владимирович                                                 | 14.01.2008  |
| Союз Левых Сил (укр. Союз Лівих Сил) | Волга Василий Александрович                                                      | 28.01.2008  |
| Блок левых сил Украины (укр. Блок лівих сил України) | Габелев Станислав Борисович                                                      | 01.02.2008  |
| Всеукраинская казачья партия (укр. Всеукраїнська козацька партія) | Вуйко Богдан Иванович                                                            | 05.05.2008  |
| Политическая партия «Русичи» (укр. Русичи) | Савченко Валентина Александровна                                                 | 07.05.2008  |
| Политическая партия «Партия козаков Украины» (укр. Партія Козаків України) | Жмурин Вадим Александрович                                                       | 10.06.2008  |
| Политическая партия «Казацкая украинская партия» (укр. Козацька Українська Партія) | Ямненко Михаил Иванович                                                          | 10.06.2008  |
| Политическая партия «За Будущее» (укр. За Майбутнє) | Палица Игорь Петрович                                                            | 18.07.2008  |
| Политическая партия «Побратимы Украины» (укр. ПОБРАТИМИ УКРАЇНИ) | Миньо Николай Михайлович                                                         | 04.09.2008  |
| Политическая партия «Воля народа» (укр. Воля народу) | Миколенко Ольга Викторовна                                                       | 02.10.2008  |
| Политическая партия «Самоуправляемое Украинское государство» (укр. Самоврядна Українська Держава) | Бичихин Виктор Николаевич                                                        | 02.10.2008  |
| Политическая партия «Партия защиты прав человека» (укр. Партія захисту прав людини) | Головина Виктория Викторовна                                                     | 06.10.2008  |
| Политическая партия «Зелёные» (укр. Зелені) | Калашников Владимир Иванович                                                     | 16.10.2008  |
| Политическая партия «Киевляне прежде всего!» (укр. Кияни передусім!) | Матухно Михаил Степанович                                                        | 23.10.2008  |
| Политическая партия «Единая страна» (укр. Єдина Країна) | Михайлищук Игор Васильевич                                                       | 24.10.2008  |
| Политическая партия «Гражданское движение "Хвиля"» (укр. Громадянський рух "Хвиля") | Козленко Владимир Григорьевич                                                    | 28.10.2008  |
| Политическая партия «Блок оппозиционых сил» (укр. БЛОК ОПОЗИЦІЙНИХ СИЛ) | Коробов Олег Игоревич                                                            | 18.11.2008  |
| Политическая партия «Власть народу!» (укр. ВЛАДА НАРОДУ!) | Дудченко Виктория Николаевна                                                     | 17.12.2008  |
| Политическая партия «СПРАВА» (укр. СПРАВА) | Костюченко Наталия Александровна                                                 | 12.01.2009  |
| Политическая партия «Партия экономического возрождения Украины» (укр. Партія економічного відродження України) | Иваницкий Александр Владимирович                                                 | 14.01.2009  |
| Политическая партия «Партия Народный порядок» (укр. Партія Народний порядок) | Древицкий Андрей Юрьевич                                                         | 16.03.2009  |
| Политическая партия «Социальная справедливость» (укр. Соціальна справедливість) | Шлапак Алла Васильевна                                                           | 25.03.2009  |
| Политическая партия «Всеукраинская партия „Детей войны“» (укр. Всеукраїнська партія «Дітей війни») | Пачевский Анатолий Мартынович                                                    | 13.04.2009  |
| Политическая партия «Дети войны „Народна партия Украины“» (укр. Діти Війни «Народна Партія України») | Патлачук Василий Никифорович                                                     | 14.04.2009  |
| Политическая партия «Родной город» (укр. Рідне місто) | Удовиченко Александр Васильевич                                                  | 22.04.2009  |
| Политическая партия «Наш дом» (укр. Наш дім) | Науменко Татьяна Васильевна                                                      | 27.04.2009  |
| Политическая партия «Партия сильной власти» (укр. Партія сильної влади) | Сергиенко Лариса Васильевна                                                      | 09.07.2009  |
| Политическая партия «Справедливая страна» (укр. Справедлива країна) | Токар Руслан Иванович                                                            | 09.07.2009  |
| Политическая партия «Партия местного самоуправления» (укр. Партія місцевого самоврядування) | Ефремова-Ладогубец Людмила Викторовна                                            | 13.07.2009  |
| Политическая партия «Праведность» (укр. Праведність) | Ерёменко Владимир Николаевич                                                     | 22.01.2010  |
| Политическая партия «Солидарность правых сил» (укр. Солідарність правих сил) | Артёменко Андрей Викторович                                                      | 02.04.2010  |
| Политическая партия «Защита» (укр. Захист) | Полищук Сергей Константинович                                                    | 02.04.2010  |
| Политическая партия «Оппозиционный блок» (укр. Опозиційний блок) | Колесников Борис Викторович                                                      | 23.04.2010  |
| Политическая партия «Патриоты Волыни» (укр. ПАТРІОТИ ВОЛИНІ) | Якимчук Наталия Александровна                                                    | 23.04.2010  |
| Политическая партия «За справедливость и благосостояния» (укр. За справедливість та добробут) | Степанов Николай Прокопьевич                                                     | 30.04.2010  |
| Политическая партия «Народная сила» (укр. Народна сила) | Вайдич Екатерина Юрьевна                                                         | 30.04.2010  |
| Политическое объединение «Родная Отчизна» (укр. Рідна Вітчизна) | Матешин Иван Семенович                                                           | 27.05.2010  |
| Политическая партия «Молодёжь к Власти» (укр. Молодь до ВЛАДИ) | Скрипец Валентин Викторович                                                      | 10.06.2010  |
| Политическая партия «Воля» (укр. Воля) | Земсков Антон Владимирович                                                       | 08.09.2010  |
| Радикальная партия Олега Ляшко (укр. Радикальна партія Олега Ляшка) | Ляшко Олег Валерьевич                                                            | 28.09.2010  |
| Политическая партия «Казацкая народная партия» (укр. Козацька Народна Партія) | Кицко Павел Николаевич                                                           | 28.09.2010  |
| Политическая партия «Новая жизнь» (укр. Нове життя) | Федоренко Игорь Петрович                                                         | 16.03.2011  |
| Политическая партия «Меритократическая партия Украины» (укр. Мерітократична партія України) | Коннов Сергей Владимирович                                                       | 12.04.2011  |
| Политическая партия «Мост» (укр. Міст) | Блистив Татьяна Ивановна                                                         | 19.04.2011  |
| Политическая партия «Всеукраинское аграрное объединение „Заступ“» (укр. Всеукраїнське аграрне об’єднання «Заступ») | Гончарова Людмила Андреевна                                                      | 04.05.2011  |
| Политическая партия «Успешная страна» (укр. Успішна Країна) | Голубев Андрей Сергеевич                                                         | 26.07.2011  |
| Интернет-партия Украины (укр. Інтернет партія України) | Рижих Юлия Сергеевна                                                             | 01.08.2011  |
| Политическая партия «Наш край» (укр. Наш край) | Мазурчак Александр Владимирович                                                  | 23.08.2011  |
| Политическая партия Демократический альянс (укр. ДемАльянс (Демократичний альянс)) | Гацько Василий Николаевич                                                        | 07.09.2011  |
| Политическая партия «Партия украинского народа» (укр. артія українського народу) | Подлужный Дмитрий Васильевич                                                     | 10.10.2011  |
| Политическая партия «Пчела» (укр. БДЖОЛА) | Пятенко Любовь Витальевна                                                        | 17.10.2011  |
| Политическая партия «Духовная Украина» (укр. Духовна Україна) | Путас Юрий Владимирович                                                          | 21.10.2011  |
| Политическая партия «Рабочая партия Украины» (укр. Робітнича партія України) | Горобчук Виталий Юрьевич                                                         | 07.11.2011  |
| Политическая партия «Собственная сила» (укр. Власна сила) | Абрамов Дмитрий Александрович                                                    | 11.11.2011  |
| Политическая партия «Новые лица» (укр. Нові обличчя) | Карплюк Владимир Андреевич                                                       | 12.03.2012  |
| Политическая партия «Новая держава» (укр. Нова держава) | Герасименко Евгений Станиславович                                                | 11.05.2012  |
| Политическая партия «Блок Эдуарда Гурвица» (укр. БЛОК ЕДУАРДА ГУРВІЦА) | Гурвиц Эдуард Иосифович                                                          | 17.05.2012  |
| Политическая партия «Развитие и благосостояние» (укр. РОЗВИТОК І ДОБРОБУТ) | Зозуля Руслан Петрович                                                           | 19.06.2012  |
| Политическая партия «Украина над всем» (укр. Україна понад усе!) | Ильенко Анатолий Иванович                                                        | 21.12.2012  |
| Объединение «Самопомощь» (укр. Об'єднання «Самопоміч») | Сыроед Оксана Ивановна                                                           | 29.12.2012  |
| Политическая партия «Партия Прогресса» (укр. ПАРТІЯ ПРОГРЕСУ) | Зорин Дмитрий Алексеевич                                                         | 10.04.2013  |
| Политическая партия «Партия народная платформа» (укр. Партія Народна Платформа) | Безгинова Лариса Андреевна                                                       | 11.04.2013  |
| Политическая партия «Единства и справедливости» (укр. Єдності та справедливості) | Симаков Андрей Михайлович                                                        | 28.05.2013  |
| Политическая партия «Киевская Русь – Украина» (укр. Київська Русь – Україна) | Татаренко Зоя Павловна                                                           | 15.07.2013  |
| Политическая партия «Блок Геннадия Чекита „За справедливость“» (укр. Блок Геннадія Чекіти «За справедливість») | Чекита Геннадий Леонидович                                                       | 12.08.2013  |
| Политическая партия «Национальная демократическая партия Украины» (укр. Національна Демократична партія України) | Панков Александр Васильевич                                                      | 21.02.2014  |
| Политическая партия «5.10» (укр. Політична Партія «5.10») | Балашов Геннадий Викторович                                                      | 19.03.2014  |
| Политическая партия «Республиканская партия „Славутич“» (укр. Республіканська партія «Славутич») | Джума Вадим Петрович                                                             | 27.03.2014  |
| Политическая партия «Зеленый трезубец» (укр. Зелений Тризуб) | Гайдай Андрей Николаевич                                                         | 28.03.2014  |
| Политическая партия «Республика» (укр. Республіка) | Щерба Александр Степанович                                                       | 02.04.2014  |
| Народный фронт (укр. ) | Яценюк Арсений Петрович                                                          | 31.03.2014  |
| Политическая партия «СИРИУС» (укр. СІРІУС) | Николаенко Игорь Богданович                                                      | 06.05.2014  |
| Политическая партия «Сам за себя» (укр. Сам за себе) | Карпович Виктор Васильевич                                                       | 20.05.2014  |
| Политическая партия «Мы — украинцы» (укр. Ми Українці) | Мурашов Андрей Юрьевич                                                           | 22.05.2014  |
| Политическая партия «Сила нации» (укр. Сила нації) | Чистов Андрей Викторович                                                         | 13.06.2014  |
| Политическая партия «Партия мира и развития» (укр. ПАРТІЯ МИРУ ТА РОЗВИТКУ) | Кисель Виталий Владимирович                                                      | 13.06.2014  |
| Политическая партия «Новая Украина» (укр. Нова Україна) | Савченко Наталья Валерьевна                                                      | 27.06.2014  |
| Политическая партия «Народные инициативы Александра Фельдмана» (укр. Народні ініціативи Олександра Фельдмана) | Водка Максим Евгеньевич                                                          | 02.07.2014  |
| Политическая партия «Сильное государство» (укр. Сильна Держава) | Пиддубняк Сергей Васильевич                                                      | 10.07.2014  |
| Политическая партия «Возрождение и развитие» (укр. Відродження i розвиток) | Косач Денис Владимирович                                                         | 11.07.2014  |
| Политическая партия «Движение за реформы» (укр. Рух за реформи) | Думчев Сергей Александрович                                                      | 17.07.2014  |
| Политическая партия «Могучая Украина» (укр. Могутна Україна) | Оробец Леся Юрьевна                                                              | 25.07.2014  |
| Политическая партия «Пиратская партия Украины» (укр. Піратська Партія України) | Ястремский Максим Леонидович                                                     | 06.08.2014  |
| Политическая партия «Украинская перспектива» (укр. Українська перспектива) | Заклецкий Владимир Витальевич                                                    | 12.08.2014  |
| Политическая партия «Украинская Галицкая партия» (укр. Українська Галицька партія) | Панкевич Богдан Романович                                                        | 18.08.2014  |
| Политическая партия «Контроль. Порядок. Справедливость» (укр. Контроль. Порядок. Справедливість) | Нечепорук Денис Иванович                                                         | 19.08.2014  |
| Политическая партия «Сила людей» (укр. Сила людей) | Якименко Александр Олегович                                                      | 20.08.2014  |
| Политическая партия «Власть народа» (укр. ВЛАДА НАРОДУ) | Зайченко Олег Григорьевич                                                        | 27.08.2014  |
| Политическая партия «Всеукраинское объединение "Украинская команда» (укр. ВСЕУКРАЇНСЬКЕ ОБ’ЄДНАННЯ "УКРАЇНСЬКА КОМАНДА") | Малбована Оксана Анатольевна                                                     | 27.08.2014  |
| Политическая партия «Социалисты» (укр. Соціалісти) | Кожара Леонид Александрович                                                      | 27.08.2014  |
| Политическая партия «Время перемен» (укр. Час змін) | Семенченко Светлана Анатольевна                                                  | 12.09.2014  |
| Политическая партия «Украинское объединение патриотов — УКРОП» (укр. Українське об'єднання патріотів — УКРОП) | Кривенко Тарас Александрович                                                     | 25.09.2014  |
| Политическая партия «Партия европейских демократов» (укр. Партія Європейських Демократів) | Козлов Евгений Михайлович                                                        | 25.09.2014  |
| Политическая партия «Партия поляков Украины» (укр. Партія поляків України) | Костецкий Станислав Иванович                                                     | 06.10.2014  |
| Политическая партия «Соборность» (укр. Соборність) | Аронович Феликс Михайлович                                                       | 14.10.2014  |
| Политическая партия «Новая европейская Украина» (укр. Нова Європейська Україна) | Никифоров Валентин Георгиевич                                                    | 17.10.2014  |
| Политическая партия «Свободная Украина» (укр. Вільна Україна) | Зубко Станислав Дмитриевич                                                       | 02.12.2014  |
| Политическая партия «Всеукраинское объединение „Мир“» (укр. Всеукраїнське об'єднання «Мир») | Никончук Андрей Михайлович                                                       | 04.12.2014  |
| Политическая партия «Оппозиционная сила» (укр. Опозиційна сила) | Копил Катерина Викторовна                                                        | 04.12.2014  |
| Политическая партия «Всеукраинское объединение „Возрождение Украины“» (укр. Всеукраїнське об’єднання «Відродження України») | Варченко Мария Николаевна                                                        | 12.12.2014  |
| Политическая партия «Всеукраинское объединение „Общественный контроль“» (укр. Всеукраїнське об'єднання «Громадський контроль») | Маршавин Игор Валерьевич                                                         | 15.12.2014  |
| Политическая партия «Социальная рекострукция» (укр. СОЦІАЛЬНА РЕКОНСТРУКЦІЯ) | Зинченко Валерий Анатольевич                                                     | 15.12.2014  |
| Политическая партия «Украинская стратегия Гройсмана» (укр. Українська стратегія Гройсмана) | Гройсман, Владимир Борисович                                                     | 14.01.2015  |
| Политическая партия «Контролируй власть» (укр. Контролюй владу) | Роздинский Анатолий Анатольевич                                                  | 23.01.2015  |
| «Социал-демократическая партия» (укр. Соціал-демократична партія) | Сугоняко Александр Леонидович                                                    | 27.01.2015  |
| Политическая партия «Движение новых сил Михаила Саакашвили» (укр. РУХ НОВИХ СИЛ МИХАЙЛА СААКАШВІЛІ) | Гаркуша Сергей Александрович                                                     | 27.01.2015  |
| Политическая партия «Достоинство» (укр. Гідність) | Башловка Анатолий Николаевич                                                     | 28.01.2015  |
| Политическая партия «Рядом» (укр. Поруч) | Гоцкий Николай Николаевич                                                        | 30.01.2015  |
| Политическая партия «Партия Шария» (укр. Партія Шарія) | Бондаренко Ольга Алексеевна                                                      | 03.02.2015  |
| Политическая партия «Альтернатива» (укр. Альтернатива) | Хацкевич Александр Михайлович                                                    | 06.02.2015  |
| Политическая партия «Офицерский корпус» (укр. Офіцерський корпус) | Бартенев Вадим Анатольевич                                                       | 09.02.2015  |
| Политическая партия «Партия Антона Яценко» (укр. ПАРТІЯ АНТОНА ЯЦЕНКА) | Яценко Антон Владимирович                                                        | 09.02.2015  |
| Политическая партия «Голос» (укр. Голос) | Рудик Кира Александровна                                                         | 10.02.2015  |
| Политическая партия «Порядок» (укр. Порядок) | Ильина Светлана Григорьевна                                                      | 14.02.2015  |
| Политическая партия «Наши» (укр. Наші) | Мураев Евгений Владимирович                                                      | 19.02.2015  |
| Политическая партия «Право народа» (укр. Право народу) | Потомский Юрий Васильевич                                                        | 20.02.2015  |
| Политическая партия «Альянс за социальную справедливость» (укр. Альянс За Соціальну Справедливість) | Киселёв Андрей Александрович                                                     | 23.02.2015  |
| Политическая партия «Добрый самарянин» (укр. Добрий самарянин) | Кравец Владимир Васильевич                                                       | 25.02.2015  |
| Политическая партия «Общественно-политическое движение Валентина Наливайченко „Справедливость“» (укр. Громадсько-політичний рух Валентина Наливайченка «Справедливість»)                                                                   | Наливайченко Валентин Александрович                                              | 03.03.2015  |
| Политическая партия «Наша земля» (укр. Наша земля) | Василевич Ольга Владимировна                                                     | 04.03.2015  |
| Политическая партия «Новое действие» (укр. Нова дія) | Бутков Максим Викторович                                                         | 05.03.2015  |
| Политическая партия «Блок Дарта Вейдера» (укр. Блок Дарта Вейдера) | Вейдер Дарт Викторович                                                           | 10.03.2015  |
| Политическая партия «Партия развития громад» (укр. ПАРТІЯ РОЗВИТКУ ГРОМАД) | Третьяк Гаина Александровна                                                      | 10.03.2015  |
| Политическая партия «Требуем перемен» (укр. ВИМАГАЄМО ЗМІН) | Кириленко Дмитрий Николаевич                                                     | 11.03.2015  |
| Политическая партия «Общественное движение „Народный контроль“» (укр. Громадський рух «Народний контроль») | Добродомов Дмитрий Евгеньевич                                                    | 13.03.2015  |
| Политическая партия «Независимая политическая платформа» (укр. Незалежна політична платформа) | Шаповалов Сергей Дмитриевич                                                      | 16.03.2015  |
| Политическая партия «Общественное движение „Общее Дело“» (укр. Громадянський рух «Спільна Справа») | Данилюк Александр Владимирович                                                   | 19.03.2015  |
| Политическая партия «Громада и закон» (укр. Громада i закон) | Ильницкий Михаил Степанович                                                      | 23.03.2015  |
| Политическая партия «Всеукраинское объединение горожан „Перспектива“» (укр. Всеукраїнське об'єднання городян «Перспектива») | Оксенюк Сергей Григорьевич                                                       | 24.03.2015  |
| Политическая партия «Развития и Украинской мечты» (укр. РОЗВИТКУ І УКРАЇНСЬКОЇ МРІЇ) | Деркач Владимир Николаевич                                                       | 26.03.2015  |
| Политическая партия «Украинский выбор» (укр. Український вибір) | Березин Александр Владимирович                                                   | 26.03.2015  |
| Политическая партия «Общественное движение Николая Томенко „Родная страна“» (укр. Громадський рух Миколи Томенка «Рідна Країна») | Томенко Николай Владимирович                                                     | 26.03.2015  |
| Политическая партия «За конкретные дела» (укр. За конкретнi справи) | Шинкович Андрей Васильевич Герега Александр Владимирович Герега Галина Фёдоровна | 26.03.2015  |
| Политическая партия «Украинский народный блок» (укр. Український народний блок) | Мосюренко Алексей Анатольевич                                                    | 26.03.2015  |
| Политическая партия «Родной дом» (укр. Рідній дім) | Билошицкий Александр Петрович                                                    | 26.03.2015  |
| Политическая партия «Херсонцы» (укр. Херсонцi) | Мищенко Виктория Викторовна                                                      | 26.03.2015  |
| Социальная партия Украины (укр. Социальна партія України) | Бойко Сергей Викторович                                                          | 26.03.2015  |
| Политическая партия «Патриотическое движение» (укр. Патріотичний рух) | Махо Павел Борисович                                                             | 11.06.2015  |
| Политическая партия «Олимп» (укр. Олімп) |                                                                                  | 11.06.2015  |
| Партия решительных граждан (укр. Партія рішучих громадян) | Пелих Ярослав Васильович                                                         | 17.06.2015  |
| Политическая партия «Блок Игоря Семенчева» (укр. БЛОК ІГОРЯ СЕМЕНЧЕВА) | Копилова Диана Павловна, Иржанский Дмитрий Львович                               | 25.06.2015  |
| Политическая партия «Блок за перемены» (укр. Блок за зміни) | Веред Дмитрий Евдокимович                                                        | 25.06.2015  |
| Лейбористская партия Украины (укр. Лейбористська партія України) | Мельник Евгений Владимирович                                                     | 25.06.2015  |
| Политическая партия «Украина завтра» (укр. Україна завтра) | Белоцерковский Павел Валерьевич                                                  | 02.07.2015  |
| Политическая партия «Украинская православная асамблея» (укр. Українська православна асамблея) | Мартынюк Александр Иванович                                                      | 06.07.2015  |
| Политическая партия «Конкретных дел» (укр. Конкретних справ) | Железняк Максим Сергеевич                                                        | 06.07.2015  |
| Политическая партия «Собор» (укр. СОБОР) | Никончук Нели Виссарионовна                                                      | 06.07.2015  |
| Политическая партия «Наш дом – Одесса» (укр. НАШ ДІМ – ОДЕСА) | Иванкевич Анатолий Валерьевич                                                    | 20.07.2015  |
| Политическая партия «Гражданское общество» (укр. Громадянське суспільство) | Корабельников Сергей Геннадьевич                                                 | 20.07.2015  |
| Политическая партия «Единая сила» (укр. Єдина сила) | Нетребенко Владимир Владимирович                                                 | 22.07.2015  |
| Европейская либеральная партия (укр. Європейська ліберальна партія) | Шипиткова Юлия Николаевна                                                        | 22.07.2015  |
| Политическая партия «Общественое движение "Свидоми"» (укр. ГРОМАДЯНСЬКИЙ РУХ "СВІДОМІ") | Булыга Ольга Николаевна                                                          | 22.07.2015  |
| Политическая партия «Согласие» (укр. Злагода) | Климкин Кирилл Евгениевич                                                        | 05.08.2015  |
| Политическая партия «Народная оппозиция» (укр. Народна опозиція) | Товстый Андрей Иванович                                                          | 13.08.2015  |
| Политическая партия «УНА-УНСО» (укр. УНА-УНСО) | Бобрович Валерий Олегович                                                        | 20.08.2015  |
| Политическая партия «Адвокат» (укр. Адвокат) | Вознюк Анатолий Владимирович                                                     | 28.08.2015  |
| Политическая партия «Будущее страны» (укр. Майбутнє країни) | Котушенко Максим Анатольевич                                                     | 07.09.2015  |
| Политическая партия «Воины АТО» (укр. Воїни АТО) | Малахов Андрей Александрович                                                     | 17.09.2015  |
| Политическая партия «Республиканская партия» (укр. Республіканська партія) | Парижский Игорь Владимирович                                                     | 17.09.2015  |
| Политическая партия «Мира и расцвета» (укр. Партія миру і розквіту) | Герасимова Ирина Андреевна                                                       | 17.09.2015  |
| Политическая партия «Всеукраинское объединение „Платформа громад“» (укр. ВСЕУКРАЇНСЬКЕ ОБ'ЄДНАННЯ "ПЛАТФОРМА ГРОМАД") | Гончарук Олег Романович                                                          | 17.09.2015  |
| Политическая партия «Партия твоего города» (укр. ПАРТІЯ ТВОГО МІСТА) | Раздобаров Алексей Павлович                                                      | 17.09.2015  |
| Политическая партия «Европейская перспектива» (укр. Європейська перспектива) | Антоненко Владимир Николаевич                                                    | 17.09.2015  |
| Политическая партия «Патриоты Украины» (укр. Патріоти України) | Клочко Сергей Владимирович                                                       | 17.09.2015  |
| Политическая партия «Всеукраинское объединение „Новая Украина“» (укр. Всеукраїнське об'єднання «Нова Україна») | Коновалюк Валерий Ильич                                                          | 21.10.2015  |
| Политическая партия «Мы – киевляне» (укр. Ми кияни) | Каюк Валерий Валерьевич                                                          | 21.10.2015  |
| Политическая партия «Социально-политический союз „Интеллектуальная инициатива“» (укр. Соціально-політичний союз «Інтелектуальна ініціатива»)                                                                                               | Михалев Алексей Николаевич                                                       | 02.11.2015  |
| Политическая партия «Всеукраинское объединение „Вольность и справедливость“» (укр. Всеукраїнське об’єднання «Вільність і справедливість»)                                                                                                  | Мидзяновский Владимир Карлович                                                   | 02.11.2015  |
| Политическая партия «Сила единения» (укр. Сила Єднання) | Касьян Петр Николаевич                                                           | 02.11.2015  |
| Политическая партия «Единение» (укр. Єднання) | Ранга Анна Всеволодовна                                                          | 02.11.2015  |
| Политическая партия «Успешное Будущее» (укр. УСПІШНЕ МАЙБУТНЄ) | Сулима Сергей Петрович                                                           | 20.11.2015  |
| Политическая партия «За Одещину» (укр. ЗА ОДЕЩИНУ) | Закордонская Наталия Борисовна                                                   | 25.11.2015  |
| Политическая партия «Жизнь» (укр. Життя) | Билошенко Антон Юрьевич                                                          | 21.12.2015  |
| Политическая партия «Новые рубежи» (укр. Нові рубежі) | Чуб Ольга Игоревна                                                               | 21.12.2015  |
| Политическая партия «Винницкая европейская стратегия» (укр. Вінницька Європейська Стратегія) | Дручинский Андрей Михайлович                                                     | 21.12.2015  |
| Политическая партия «Семья» (укр. СІМ'Я) | Маршак Екатерина Ростиславовна                                                   | 21.12.2015  |
| Политическая партия «Обновлённая Украина» (укр. Оновлена Україна) | Батанов Юрий Алексеевич                                                          | 21.12.2015  |
| Политическая партия «Молодой Харьков» (укр. МОЛОДИЙ ХАРКІВ) | Гладких Богдан Васильевич                                                        | 21.12.2015  |
| Политическая партия «Партия Защитников Украины» (укр. ПАРТІЯ ЗАХИСНИКІВ УКРАЇНИ) | Баган Игорь Иванович                                                             | 21.12.2015  |
| Политическая партия «Национальный корпус» (укр. Національний корпус) | Билецкий Андрей Евгеньевич                                                       | 21.12.2015  |
| Политическая партия «Право–консервативная партия "ПІВНІЧНИЙ ШЛЯХ"» (укр. ПРАВО–КОНСЕРВАТИВНА ПАРТІЯ УКРАЇНИ "ПІВНІЧНИЙ ШЛЯХ") | Петров Владимир Владимирович                                                     | 18.01.2016  |
| Политическая партия «Настоящие» (укр. Справжні) | Рудяк Иван Сергеевич                                                             | 22.01.2016  |
| Политическая партия «Социалистическая партия Александра Мороза» (укр. Соціалістична партія Олександра Мороза) | Мороз Александр Александрович                                                    | 22.01.2016  |
| Политическая партия «Славная Украина» (укр. Україна славетна) | Мацола Марианна Ивановна                                                         | 22.01.2016  |
| Политическая партия «Стабильность и справедливость» (укр. Стабільність та справедливість) | Мацюк Михаил Анатольевич                                                         | 22.01.2016  |
| Политическая партия «Народ» (укр. Народ) | Самородин Александр Анатольевич                                                  | 22.01.2016  |
| Политическая партия «Важен каждый» (укр. Важливий кожен) | Дзюба Александр Петрович                                                         | 22.01.2016  |
| Политическая партия «Антикоррупционный рух» (укр. Антикоррупційний рух) | Белова Инна Николаевна                                                           | 22.01.2016  |
| Политическая партия «Воля и Благосостояния» (укр. ВОЛЯ ТА ДОБРОБУТ) | Бойко Николай Григорьевич                                                        | 22.01.2016  |
| Политическая партия «Разумная сила» (укр. Розумна сила) | Соловьёв Александр Николаевич                                                    | 22.01.2016  |
| Политическая партия «Единый Кривой Рог (укр. ЄДИНИЙ КРИВИЙ РІГ) | Стрибайло Александр Александрович                                                | 22.01.2016  |
| Политическая партия «Новые» (укр. Новi) | Онуфрик Марианна Святославовна                                                   | 22.01.2016  |
| Политическая партия «Независимость» (укр. Незалежність) | Дубенко Александр Иванович                                                       | 22.01.2016  |
| Политическая партия «Команда Днепра» (укр. КОМАНДА ДНІПРА) | Климова Александра Владиславовна                                                 | 22.01.2016  |
| Политическая партия «Партия общины объединенных собственников многоквартирного дома, строителей и строительных организацый» (укр. Партія громади об'єднаних власників багатоквартирних будинків, будівельників та будівельних організацій) | Алексейчук Роман Васильевич                                                      | 22.01.2016  |
| Политическая партия «Народное единство» (укр. Народна єдність) | Векла Валентина Васильевна                                                       | 22.01.2016  |
| Политическая партия «Цыганская партия Украины» (укр. Циганська партія України) | Кириченко Сергей Александрович                                                   | 22.01.2016  |
| Политическая партия «Блок Михеила Саакашвили» (укр. Блок Міхеіла Саакашвілі) | Андрушков Андрей Богданович                                                      | 22.01.2016  |
| Политическая партия «Студенческая партия Украины» (укр. Студентська партія України) | Тарасюк Григорий Андреевич                                                       | 22.01.2016  |
| Политическая партия «Партия единства» (укр. Партія Єдності) | Савчук Ярослав Иванович                                                          | 22.01.2016  |
| Политическая партия «Порядок и справедливость» (укр. Порядок і справедлівость) | Рыбчинский Евгений Юрьевич                                                       | 22.01.2016  |
| Политическая партия «Партия единомышленников» (укр. Партія однодумців) | Гречуха Ольга Николаевна                                                         | 22.01.2016  |
| Политическая партия «Трибунал» (укр. Трибунал) | Семенко Александр-Николай Миронович                                              | 01.02.2016  |
| Политическая партия «Всеукраинское объединение „Факел“» (укр. Факел) | Однорог Татьяна Васильевна                                                       | 01.02.2016  |
| Политическая партия «Блок Кернеса – Успешный Харьков!» (укр. БЛОК КЕРНЕСА – УСПІШНИЙ ХАРКІВ!) | Чечетова-Терашвили Татьяна Михайловна                                            | 01.02.2016  |
| Политическая партия «Обманутые Украинцы» (укр. ОШУКАНІ УКРАЇНЦІ) | Литвин Александр Николаевич                                                      | 03.02.2016  |
| Политическая партия «Украина без коррупции» (укр. Україна без корупції) | Новикова Нина Фёдоровна                                                          | 16.02.2016  |
| Политическая партия «Всеукраинское объединение „Демократическая альтернатива“» (укр. Всеукраїнське об'єднання «Демократична альтернатива»)                                                                                                 | Одинец Сергей Петрович                                                           | 23.02.2016  |
| Политическая партия «Общественно-политическая платформа Надежды Савченко» (укр. Громадсько політична платформа Надії Савченко) | Савченко Надежда Викторовна                                                      | 23.02.2016  |
| Политическая партия «Блок Дмитрия Голубова» (укр. БЛОК ДМИТРА ГОЛУБОВА) | Шебелла Андрей Иванович                                                          | 23.02.2016  |
| Политическая партия «Гражданский союз» (укр. Громадянський союз) | Ерёменко Эдуард Анатольевич                                                      | 23.02.2016  |
| Политическая партия «Всеукраинский народный союз» (укр. Всеукраїнський народний союз) | Романюк Тарас Юрьевич                                                            | 14.03.2016  |
| Политическая партия «Христианские социалисты» (укр. Християнські соціалісти) | Добкин Михаил Маркович                                                           | 14.03.2016  |
| Политическая партия «Сила права» (укр. Сила права) | Намистюк Олег Николаевич                                                         | 14.03.2016  |
| Политическая партия «Сознательная нация» (укр. Свідома нація) | Гоцуляк Александр Петрович                                                       | 14.03.2016  |
| Политическая партия «За порядок в Украине» (укр. ЗАПОРУКА (За порядок в України)) | Завалий Николай Викторович                                                       | 24.03.2016  |
| Политическая партия «Вместе сила» (укр. РАЗОМ СИЛА) | Ярошевич Олег Андреевич                                                          | 24.03.2016  |
| Политическая партия «Слуга народа» (укр. Слуга народу) | Корниенко Александр Сергеевич                                                    | 13.04.2016  |
| Политическая партия «Стабильность» (укр. СТАБІЛЬНІСТЬ) | Журавлёв Василий Николаевич                                                      | 25.05.2016  |
| Политическая партия «Всеукраинское объединение „Народные герои“» (укр. Всеукраїнське об'єднання «Народні герої») | Котеляк Лидия Леонидовна                                                         | 10.06.2016  |
| Политическая партия «Будущее Украины» (укр. Майбутнє України) | Андреев Василий Николаевич                                                       | 11.07.2016  |
| Политическая партия «Дух Нации» (укр. ДУХ НАЦІЇ) | Денисенко Марина Юрьевна                                                         | 28.12.2016  |
| Политическая партия «Единая альтернатива» (укр. ЄДИНА АЛЬТЕРНАТИВА) | Мороз Владимир Васильевич                                                        | 13.03.2017  |
| Политическая партия «Великая страна» (укр. ВЕЛИКА КРАЇНА) | Марченко Александр Владимирович                                                  | 13.03.2017  |
| Политическая партия «Успешная Украина» (укр. УСПІШНА УКРАЇНА) | Шевченко Игорь Анатольевич                                                       | 17.03.2017  |
| Политическая партия «Родное Закарпатье» (укр. РІДНЕ ЗАКАРПАТТЯ) | Новицький Андрей Андреевич                                                       | 24.10.2018  |
| Политическая партия «Блок Владимира Сальдо» (укр. БЛОК ВОЛОДИМИРА САЛЬДО) | Хруник Ирина Александровна                                                       | 3.04.2019   |
| Политическая партия «Партия Черновчан» (укр. ПАРТІЯ ЧЕРНІВЧАН) | Мартинюк Ольга Васильевна                                                        | 3.04.2019   |
| Политическая партия «Демократическая Сокира» (укр. Демократична Сокира) | Щедрин Игорь Леонидович                                                          | 21.05.2019  |
| Политическая партия «ВАРТА» (укр. ВАРТА (ВСЕУКРАЇНСЬКИЙ АЛЬЯНС РЕГІОНАЛЬНИХ І ТЕРИТОРІАЛЬНИХ АКТИВІСТІВ)) | Рянкель Сергей Игоревич                                                          | 3.06.2020   |
| Политическая партия «Доверие» (укр. ДОВІРА) | Киивець Елена Валерьевна                                                         | 12.06.2020  |
| Политическая партия «Команда Максима Ефимова "Наш Краматорск"» (укр. КОМАНДА МАКСИМА ЄФІМОВА "НАШ КРАМАТОРСЬК") | Cмирнов Сергей Владимирович                                                      | 30.06.2020  |
| Политическая партия «Идея Нации» (укр. ІДЕЯ НАЦІЇ) | Савка Орислава Владимировна                                                      | 22.07.2020  |
| Политическая партия «Национальная платформа» (укр. НАЦІОНАЛЬНА ПЛАТФОРМА) | Одарченко Екатирина Юрьевна                                                      | 31.07.2020  |
| Политическая партия «Добрые соседи» (укр. Добрі сусіди) | Жеребчук Виталий Андреевич                                                       | 3.08.2020   |
| Политическая партия «Березанская громада» (укр. БЕРЕЗАНСЬКА ГРОМАДА) | Окладний Александр Сергеевич                                                     | 14.08.2020  |
| Политическая партия «Добробут» (укр. ДОБРОБУТ) | Олифаренко Наталия Владимировна                                                  | 27.08.2020  |
| Политическая партия «Город счастливых людей» (укр. МІСТО ЩАСЛИВИХ ЛЮДЕЙ) | Полажинець Николай Васильевич                                                    | 28.08.2020  |

## Исторические партии

### Украинские партии в Австро-Венгрии
- Русско-украинская радикальная партия (укр. Русько-українська радикальна партія, затем Украинская радикальная партия, с 1926 — Украинская социалистическо-радикальная партия — УСРП; 1890—1950). Создана в 1890 году на базе радикальных молодёжных (драгомановских) кружков Иваном Франко и Михаилом Павликом. В основу программы был положен этический и научный социализм на демократической и кооперативной базе, человеческое достоинство для всех и всеукраинское единство (соборность всех украинских земель), секуляризация украинской общественной и культурной жизни, ограничение влияния УГКЦ и духовенства. Объединяла социалистов-народников, а также радикальных «народовцев» и социалистов-марксистов, последние две группы вышли из партии в 1899 году в результате раскола. Принимала активное участие в парламентских выборах в австро-венгерский период и бойкотировала выборы в польский период. Прекратила свою деятельность после приосединения Западной Украины к УССР, возобновила работу в эмиграции в 1946 году. В 1950 году влилась в Украинскую социалистическую партию.
- Польская социал-демократическая партия Галиции и Силезии-Цешина, она же Социал-демократическая партия Галиции. Создана в 1890 году как Галицкая рабочая партия, сменила название в 1897 году. Действовала в соответствии с программными принципами австрийской социал-демократии, была её автономной секции. Объединяла польских и украинских и еврейских рабочих Галичины. В 1919 году влилась в Польскую социалистическую партию.
- Русско-украинский христианский союз (укр. Русько-український християнський союз; 1896).
- Католический русско-народный союз (укр. Католицький русько-народний союз, КРНС; 1896). Была создана при поддержке митрополита Украинской грекокатолической церкви Сильвестра. Выступал за создание в рамках империи Габсбургов украинского коронного края и построение в будущем соборного независимого Украинского государства, равноправие украинского языка, против русофильства.
- Украинская национально-демократическая партия (укр. Українська національно-демократична партія, 1899—1919). Организована в результате выхода из Украинской радикальной партии радикальных «народовцев». Выступала за демократизацию политической жизни в Австро-Венгрии; равноправие украинского и польского населения в Галиции; за образование с русской части Галиции и Буковины одной национальной провинции со своей администрацией и сеймом; введение прогрессивного налога; в защиты интересов крестьян. Вела борьбу с «москвофилами», сыграла важную роль в создании ЗУНР. Переименована в Украинскую трудовую партию.
- Украинская социал-демократическая партия (укр. Українська соціал-демократична партія, УСДП; 1899—1939). Образована в результате выхода из Украинской радикальной партии социалистов-марксистов. С 1899 по 1918 годы действовала в Австро-Венгрии как автономная секция Социал-демократической рабочей партии Австрии; в 1918—1919 — самостоятельная партия в ЗУНР; в 1919—1924 и 1929—1939 годах — самостоятельная партия на западноукраинских землях в составе Польской Республики и в украинской диаспоре. Идеология: социал-демократия, австромарксизм, независимость и соборность Украины. Участвовала в работе Социалистического рабочего интернационала. Прекратила деятельность в начале Второй мировой войны.
- Русская народная партия (укр. Русская народная партія; 1900—1914). Первая партия галицких русофилов. Выступала за национальное и культурное единство всего русского народа. Участвовала в парламентских выборах. Была разгромлена австро-венгерскими властями после начала Первой мировой войны.
- Христианско-общественная партия (укр. Християнсько-суспільна партія; 1911—1925). Была создана на базе КРНС. Умеренная консервативная галицкая партия, выступала за построение в пользу человека и народа общественной жизни на практических постулатах христианства, реформировании политической, общественной, культурной и экономической жизни. Растеряв влияние самораспустилась.

### Украинские партии в Российской империи
- Украинская национальная партия (укр. Українська національна партія; 1890). Одна из первых неудачных попыток организовать украинскую социалистическую партию в российской Украине.
- Революционная украинская партия (укр. Революційна українська партія, РУП; 1900—1905). Была основана младшим поколением «тарасовцев» на III съезде украинских студенческих громад в Харькове. Идеология: социализм, украинство. Пережив ряд расколов была преобразована в УСДРП.
- Украинская социалистическая партия (укр. Українська соціалістична партія, УСП; 1900—1904). Идеология совпадала с идеями Польской социалистической партии с достижением социального строя и независимости Украины. В 1903 году объединилась с РУП, в 1904 году из неё вышла, но уже не возобновляла своей деятельности.
- Еврейская социал-демократическая рабочая партия «Поалей Цион». Создание партии началось в 1900 году. Разные группы партии придерживались различных идей: народничество, социалистический сионизм, социал-демократия, марксизм, социал-реформизм, «пролетарский сионизм». Действовала на территории современных России, Украины, Белоруссии, Литвы и Польши. В СССР распущена в 1928 году, в Польше существовала до 1950 года.
- Украинская народная партия (укр. Українська народна партія, УНП; 1902—1907). Первая украинская националистическая партия, основанная Николаем Михновским. Идеология: «Украина для украинцев», украинский национализм, независимость, демократия, почитание украинского языка и традиций. Прекратила свою деятельность после поражения первой российской революции.
- Украинская партия социалистов-революционеров (укр. Українська партія соціалістів-революціонерів, УПСР; 1903—1950). Первые группы украинских эсеров возникли в 1903 году, как общеукраинская партия оформилась в мае 1917 года. Идеология: народничество, аграрный социализм, украинский национализм, идейно была близка к российским эсерам. После установления на Украине советской власти действовала в эмиграции.
- Украинская демократическая партия (укр. Українська демократична партія, УДП; 1904—1905). Образована на базе Общей украинской организации[укр.]. Выступала за установление конституционного строя, автономию Украины, внедрение украинского языка в школы, судопроизводство и администрацию. Объединилась с УРП.
- Украинская радикальная партия (укр. Українська радикальна партія, УРП; 1904—1905). Создана группой членов УДП. Занимала близкие к украинским демократам позиции, в конце концов объединившись ними.
- Украинский социал-демократический союз (укр. Українська соціал-демократична спілка, Спілка; 1904—1913). Возникла в результате раскола РУП и оформилась в 1905 году как часть РСДРП с автономными правами. Идеология: социал-демократия, марксизм, пролетарский интернационализм, выступали за создание всероссийской централизованной пролетарской партии. После провала первой русской революции партия в основном действовала за рубежом, что привело к падению её влияния и фактическому самороспуску.
- Сионистско-социалистическая рабочая партия. Создана в 1904 году группой бывших членов «Поалей Цион». Идеология: социалистический сионизм, еврейский территориализм. Действовала на территории современных России, Украины, Белоруссии, Литвы и Польши. В 1917 году влилась в Объединённую еврейскую социалистическую рабочую партию.
- Социалистическая еврейская рабочая партия (СЕРП). Создана в 1905 году на базе группы «Возрождение» и ряда кружков поалейционистов-территориалистов. Идеология: социалистический сионизм, еврейский территориализм. Действовала на территории современных России, Украины, Белоруссии, Литвы и Польши. В 1917 году влилась в Объединённую еврейскую социалистическую рабочую партию.
- Украинская демократическо-радикальная партия (укр. Українська демократично-радикальна партія, УДРП; 1905—1939). Появилась в результате объединения УДП и УПР. Идеология: парламентаризм, федерализм, за широкую автономию Украины, принудительный выкуп у частных владельцев земли и промышленных предприятий, которые со временем должны быть национализированы. В 1908 году члены партии влились в состав Товарищества украинских прогрессистов, в 1923 году восстановлена как Украинская радикально-демократическая партия.
- Украинская социал-демократическая рабочая партия (укр. Українська соціал-демократична робітнича партія, УСДРП; 1905—1969). Появилась в результате объединения УДП и УПР. Идеология: социал-демократия, марксизм, демократизация, автономия Украины, конфискация крупной земельной собственности и другое. Активно участвовала в создании УНР. В 1919 пережила раскол на правых и левых. После установления на территории Украины советской власти, деятельность УСДРП фактически прекратилась, хотя формально партия была распущена только в 1969 году. Член Социалистического рабочего интернационала (1923—1940).

### Украинские партии времёнреволюции и гражданской войны
- Коммунистическая партия (большевиков) Украины (укр. Комуністична Партія (більшовиків) України, КП(б)У; 1917—1952). Организована как единая всеукраинская организация большевистских ячеек РСДРП. Правящая и с 1925 года единственная партия УССР. Идеология: марксизм-ленинизм-сталинизм, интернационализм, советский патриотизм. Переименована в КПУ.
- Украинская трудовая партия (укр. Українська трудова партія, УТП). Создана в 1917 году одним из организаторов украинского кооперативного движения Фёдором Крижанивским. Идеологически была близка к украинским эсерам.
- Украинская партия социалистов-самостийников (укр. Українська партія соціалістів-самостійників, УПСС; 1917—1925). Организована членами бывшей УНП. Позиционировала себя как партия трудящихся масс украинского народа. Идеология: социализм, украинский национализм, выступала за провозглашение самостийной (самостоятельной) УНР и национальную социализацию крупной собственности (передачу земли украинским крестьянам, а фабрик — украинским рабочим). В эмиграции члены УПСС пытались возобновить деятельность партии в Вене, а в 1922 году, изменив название на Украинскую народную партию, и в Волыни, но неудачно.
- Украинская партия социалистов-федералистов (укр. Українська партія соціалістів-федералістів, УПСФ или эсефы; 1917—1923). Создана бывшими членами УДРП и Товарищества украинских прогрессистов как Союз украинских автономистов-федералистов. Официально придерживалась умеренного социализма, на деле занимала либерально-демократические позиции в духе УДРП. Прекратила свою деятельность после установления на Украине советской власти.
- Украинская демократическо-хлеборобская партия (укр. Українська демократично-хліборобська партія, УДХП; 1917—1920). Создана членами Всеукраинского союза земельных собственников как противовес эсерам. Выступала в защиту интересов украинского крестьянства и независимость Украины, установление государственного контроля за национальным хозяйством, сосуществование арендной и частнособственнической форм землевладения. Прекратила существование после падения Директории УНР.
- Объединённая еврейская социалистическая рабочая партия (ОЕСРП; 1917—1937). Создана в результате слияния Сионистско-социалистической рабочей партии и Социалистической еврейской рабочей партии. Идеология: социалистический сионизм, еврейский территориализм. Действовала на территории современных России, Украины, Белоруссии, Литвы и Польши. В 1920 году приняла коммунистическую программу и совместно с коммунистической фракцией Бунда образовала Комбунд, который в 1921 году влился в РКП(б). В Польше ОЕСРП продолжала действовать. В 1922 году стала еврейской секцией Независимой социалистической партии. В 1937 году распущена польскими властями.
- Польское социалистическое объединение[укр.]. Организована в 1917 году как социалистическая партия поляков Украины. В том же году распалась.
- Украинская федеративно-демократическая партия (укр. Українська федеративно-демократична партія, УФДП; 1917). Консервативная партия, основанная в Киеве бывшими членами Старой Громады. Выступала за превращение России в федерацию автономных краёв и против независимости Украины. Главные деятели: В. Науменко, Б. Кистяковский, И. Лучицкий. Заметной роли не играла.
- Украинская народная громада (укр. Українська народна громада, УНГ; 1918). Украинская национально-консервативная партия, созданная украинскими офицерами Русской армии, лидерами Вольного казачества, крупными землевладельцами и консервативно настроенной интеллигенцией. Была в оппозиции Украинской Центральной раде, поддерживала генерала П. П. Скоропадского. Выступала за компромисс в социальных и национальных вопросах при сохранении демократических свобод, постепенную украинизацию русифицированных слоёв населения Украины, решение аграрного вопроса через выкуп государством земли у крупных собственников и передачу её в собственность за выкуп малоземельным крестьянам, в первую очередь казакам. После прихода Скоропадского к власти прекратила своё существование.
- Украинская народно-республиканская партия[укр.] (укр. Українська народно-республіканська партія, УНРП; 1918—1919). Правая антисоциалистическая, аграризм, ориентация на Антанту. Среди лидеров — Филипп Пилипчук. Сыграла руководящую роль в организации неудачного переворота генерал-хорунжего Владимира Оскилко 29 апреля 1919 в Ровно. Впоследствии не проявляла активности.
- Русский союз?!. Русская партия, созданная в Киеве в 1918 году и объединившая членов разных российских партий и групп, включая кадетов, энесов, эсеров и меньшевиков. Официально целью Русского союза были защита русского языка и культуры и содействие их развитию, выступала против независимости Украины и за восстановление России в её дореволюционных границах.
- Украинская партия социалистов-революционеров (боротьбистов) (укр. Українська партія соціалістів-революціонерів (боротьбистів), УПСР(б); 1918—1920). Образована на основе левого крыла УПСР. Левоэсеровская, позднее коммунистическая партия. Идеология: социализм, украинский национал-коммунизм и «украинская революция». С 1919 года — Украинская партия социалистов-революционеров (коммунистов). Объединилась в УКП (боротьбистов).
- Всеукраинский союз хлеборобов-собственников. Создан в 1918 году членами националистического крыла Всеукраинского союза земельных собственников. Переименован в Украинскую народную партию[32].
- Русский исполнительный комитет (укр. Руський виконавчий комітет; 1918—1923). Партия галицких русофилов, основана во Львове. Издавал газету «Прикарпатская Русь» (выходила до 1920), сотрудничал с украинской Межпартийной радой[укр.], поддерживал Белое движение, бойкотировал выборы в польский сейм в 1922 году. В 1923 году комитет раскололся на левую советофильскую партию «Народная воля» и правую пропольскую Галицко-русскую народную организацию.
- Украинская партия левых социалистов-революционеров (укр. Українська партія лівих соціалістів-революціонерів, УПЛСР; 1918—1919). Возникла летом 1918 года на базе левореволюционных украинских ячеек всероссийской эсеровской партии. В 1919 году раскололась на две партии.
- Украинская партия левых социалистов-революционеров (борьбистов) (укр. Українська партія лівих соціалістів-революціонерів (борьбистів), УПЛСР(б); 1919—1920). Создана в марте 1919 года левым меньшинством УПЛСР. Идеология: «интегральный социализм», позднее «революционно-социалистический синдикализм». Признали Советскую власть, выступали за «единый революционный фронт» с большевиками, «диктатуру трудящихся классов» и «борьбу за демократию» против «диктатуры партии», социализацию земли. В 1920 году принято решение о самоликвидации партии борьбистов и вступление её «лучших представителей» в КП(б)У.
- Украинская партия левых социалистов-революционеров (интернационалистов) (укр. Українська партія лівих соціалістів-революціонерів (інтернаціоналістів), УПЛСР(и), также была известна как «активисты»; 1919—1920). Создана в марте 1919 года правым большинством УПЛСР(и), выступавшим с критикой политики большевиков. Разгромлена ЧК после того как в сентябре 1920 года III-й Всеукраинский съезд интернационалистов призвал ко всеобщему восстанию против большевиков.
- Партия левых социалистов-революционеров (синдикалистов) Украины (укр. Партія лівих соціалістів-революціонерів (синдикалісти), ПЛСР(с); 1920—1922). Создана в апреле 1920 года членами УПЛСР(б), недовольных объединением с большевиками. Уже в декабре 1920 года объединилась с меньшинством УПЛСР(и) в ПЛСР объединённых (интернационалистов и синдикалистов) Украины, которая в 1922 году объединилась с Союзом эсеров-максималистов.
- Еврейская коммунистическая партия «Поалей Цион». Создана в 1919 году на базе левой фракции социал-демократической партии «Поалей Цион». Самораспустилась в 1922 году.
- Украинская народная трудовая партия (укр. Українська народна трудова партія, УНТП, также Украинская трудовая партия, Трудовая партия; 1919—1924). Создана в результате переименования Украинской национально-демократической партии. Была крупнейшей галичинской партией в Украинской национальной раде ЗУНР; её членами были президент и премьер-министр ЗУНР Евгений Петрушевич и его министры. Выступала против присоединения Галичины к Польше, считая законной властью правительство ЗУНР под руководством Евгения Петрушевича в изгнании. Влилась в УНДО.
- Украинская социал-демократическая рабочая партия (независимых) (укр. Українська соціал-демократична робітнича партія (незалежних); 1919). Создана в результате раскола УСДРП. Влилась в УКП (боротьбистов).
- Украинская коммунистическая партия (укр. Українська комуністична партія, УКП, укаписты; 1919—1925). Образована в результате раскола УСДРП. Идеология: леворадикализм, марксизм, революционный социализм, украинский национал-коммунизм, независимость УССР и украинской компартии. Самый последовательный теоретический и организационный представитель украинского национал-коммунизма. Распущена решением Коминтерна.
- Украинская коммунистическая партия (боротьбистов) (укр. Українська комуністична партія (боротьбистів), УКП(б); 1919—1920). Создана в результате объединения УПСР (коммунистов) и левого крыла УСДРП (независимых). Самороспустилась и слилась с КП(б) Украины.
- Украинский союз хлеборобов-государственников (укр. Український союз хліборобів-державників; 1920—?). Организована группой видных деятелей УДХП как монархическая партия.

### Украинские партии воII Речи Посполитой
- Коммунистическая партия Западной Украины (укр. Комуністична партія Західної України, КПЗУ; 1919—1938). Создана как Компартия Восточной Галиции, переименована в 1923 году. Была частью КП(б)У, затем Компартии Польши, имея широкую автономию, в частности, отдельное представительство в Коминтерне. Распущена решением Коминтерна.
- Украинская земледельческая партия[укр.] (укр. Українська хліборобська партія, УХП; 1922—?). Стояла на платформе соглашения с поляками. Одним из лидеров был Сидор Твердохлиб.
- «Народная воля» (укр. Народна воля; 1923—?). Просоветская партия, созданная на базе левого крыла галицкорусофильской партии Русский исполнительный комитет.
- «Галицко-русская народная организация» (укр. Галицько-руська народна організація; 1923—1929). Пропольская партия, созданная на базе консервативного крыла галицкорусофильской партии Русский исполнительный комитет. Получила от польских властей народные учреждения Народный Дом во Львове и Ставропигийский институт с их большим имуществом. В 1929 году раскололась на две незначительные партии — правую Русскую аграрную партию (укр. Руська аграрна партія, РАП) и Русскую селянскую организацию (укр. Руську селянську організацію), которые вновь объединились в 1931 году.
- Украинская партия национальной работы (укр. Українська партія національної роботи, УПНР; 1924—1925). Возникла в результате раскола УНТП. Идеология: «Украина для украинцев»; независимость; бескомпромиссно негативное отношение к Польше, СССР и коммунизму. Руководитель — Самуил Пидгирский. Влилась в УНДО.
- Украинское социалистическое объединение — Сельский союз[укр.] (укр. Українське соціалістичне об'єднання — Селянський Союз, Сель-Союз, также укр. Селянський Союз; 1924—1928?). Идеология: социалистическая (среди прочих требовал передачи земли крестьянам без выкупа) и украинская национальная (защита украинцев в Польше). К УССР и КПЗУ в начале относился сдержанно, впоследствии положительно. В 1926 году произошёл раскол. Большая часть деятелей Сель-Союза вошла в состав новой партии Сель-Роб, меньшая, умеренная часть сблизилась с УНДО.
- Украинское национально-демократическое объединение (укр. Українське національно-демократичне об'єднання, УНДО; 1925—1939). Создана в результате объединения УНТП, УПНР и волынской группы Украинского парламентского представительства. Крупнейшая украинская партия II Речи Посполитой. Идеология: украинский национализм, соборность, единое независимое украинское государство, демократия и антикоммунизм. Прекратила своё существование после присоединения Западной Украины к СССР. В 1947 году группа бывших членов УНДО возобновила работу в эмиграции, войдя в состав Украинского национального совета.
- Украинское крестьянско-рабочее социалистическое объединение (укр. Українське селянсько-робітниче соціалістичне об'єднання, Сель-Роб; 1926—1932). Западноукраинская крайнелевая просоветская партия, была близка к платформе КПЗУ, фактически являясь её легальным крылом. Основана в результате объединению волынско-холмского национально-социалистического Сель-Союза (Украинского социалистического объединения — Крестьянского союза) и галичинской «Народной воли» при активном участии советских дипломатов и Коминтерна. Запрещена польскими властями, обеспокоенными растущим влиянием партии.
- Украинская партия труда (укр. Українська партія праці, УПП; 1927—1930). Создана во Львове группой членов УНДО, став идеологическим продолжением так называемой «независимой группы» УТП. Выступала за всестороннюю поддержку зарубежного правительства ЗУНР Евгения Петрушевича. Политическое направление — советофильское.
- Украинская католическая народная партия (укр. Українська католицька народна партія, УКНП; 1930—1939). Была организована бывшими членами Христианской общественной партии. Выступала в защиту католической веры и Церкви, против атеизма и масонства, за автономию украинских земель в Польше. Пользовалась поддержкой униатского епископа Григория. В 1931 году переименована в Украинское народное обновление.
- Фронт национального единства (укр. Фронт національної єдності, ФНЄ; 1933—1941). Образована на базе идеологической группы «Новое время» Дмитрия Палиева при участии кооператоров Сильвестра Герасимовича. Идеология: украинский национализм и фашизм, боролась как против политики «нормализации»[укр.] УНДО, так и против тактики террора ОУН. В условиях немецкой оккупации прекратила свою деятельность, членам партии было рекомендовано участвовать в работе УЦК.

### Украинские партии вЧехословакии
- Карпаторусская трудовая партия (укр. Карпаторуська трудова партія; 1920—1938). Другое название: Карпаторусская трудовая партия малоземельных и безземельных. Идеология: русофильство, левоцентризм, аграризм, автономия Закарпатья, статус русского языка как официального.
- Автономно-земледельческий союз[укр.] (укр. Автономно-землеробський союз, АЗС; 1920—1938). Создана на базе Подкарпатского земледельческого союза. Идеология: русофильство, автономия Закарпатья с включением в состав Королевства Венгрия. Распущена властями Чехословакии после попытки в одностороннем порядке провозгласить автономию Подкарпатской Руси[укр.].
- Русская крестьянская партия[укр.] (укр. Руська хліборобська партія, РХП; 1920—1924). Основана в Ужгороде группой украинской (народнической) интеллигенции во главе с Августином Волошиным. Преобразована в ХНП.
- Международная социалистическая партия Подкарпатской Руси (укр. Міжнародна соціалістична партія Підкарпатської Руси, другое название — Интернациональная социалистическая партия Подкарпатской Руси; 1920—1921). Левосоциалистическое объединение коммунистов и социал-демократов в Подкарпатской Руси. После создания Компартии Чехословакии вошла в её состав на правах Подкарпатской краевой организации.
- Христианско-народная партия[укр.] (укр. Християнсько-народна партія, ХНП; 1924—1938). Создана на базе РХП. Самораспустилась в связи с созданием УНО.
- Украинская народная рабочая партия[укр.] (укр. Українська народна робітнича партія, УНРП; 1930-е годы). Националистическая партия украинцев Закарпатья, созданная писательницей Ириной Невицкой.
- Русская национально-автономная партия (укр. Руска національно-автономна партія; 1935—1939). Идеология: крайне правая, русофильство, русский национализм, фашизм, корпоративизм, панславизм, антисемитизм, автономия Подкарпатской Руси. Поддержала провозглашение автономии Подкарпатской Руси. После присоединения Закарпатья к Венгрии переименована в Угрорусскую национальную партию.
- Украинская крестьянско-рабочая партия Подкарпатской Руси[укр.] (укр. Українська Селянсько-Робітнича Партія Підкарпатської Руси; 1936). Националистическая партия украинцев Закарпатья, созданная писательницей Ириной Невицкой. Не имела влияния вне студенческой молодёжи.
- Украинское национальное объединение (укр. Українське національне об'єднання, УНО; 1939). Создана как единая политическая организация закарпатских украинцев с целью отстаивать интересы украинского населения Чехословакии. Идеология: украинский национализм. На выборах в Сейм Карпатской Украины набрала 92,4% голосов. Прекратила свою деятельность после оккупации Закарпатья Венгрией.

### Украинские партии вРумынии
- Украинская национальная партия[укр.] (укр. Українська національна партія; 1927—1938). Единственная легальная украинская политическая партия, которая действовала на оккупированных Румынией украинских землях в 1927—1938 годах. Выступала против румынизации украинского населения и за пересмотр аграрной реформы, добивалась введения украинского языка в школах и церкви. Прекратила деятельность после отмены в Румынии многопартийности.

### Украинские партии в СССР
- Украинская мужицкая партия (укр. Українська мужича партія; 1922—1927). Подпольная политическая организация в УССР, целью которой было «восстановить и утверждать существование суверенной государственной Украины — национального государства мужиков». Для достижения целей пыталась «продвигать» своих людей на руководящие должности в кооперативном движении и народном образовании. Разгромлена ОГПУ.
- Украинская национальная партия[укр.] (укр. Українська національна партія; 1961—1962). Нелегальная политическая организация созданная в Западной Украине оуновцами, а также бывшими бойцами дивизии «Галичина» и УПА. Выступала за создание независимой Украины, надеясь на международный конфликт и вступление на территорию Украины иностранных войск. Разгромлена КГБ.
- Украинский национальный фронт (укр. Український національний фронт; 1964—1967). Название нескольких нелегальных политических организаций, действовавших в Западной Украине в 1960—1970-х годах.

### Украинские партии в годыВОВ
- Украинская народно-демократическая партия[укр.] (укр. Українська народно-демократична партія, УНДП, 1942—1945). Возникла на Волыни, где тогда действовали отряды «Полесской сечи», на базе так называемой «группы Митринги», фракции внутри ОУН, выступавшей за пересмотр теоретических основ украинского национального движения и демократизацию ОУН. Леводемократическая организация, одновременно критиковавшая немецкую оккупационную политику и идейные основы и политическую практику ОУН (б). Отдельные деятели за рубежом присоединились к левому крылу УРДП (группа «Вперёд»).

### Украинские партии в эмиграции
- Украинский национально-государственный союз (укр. Український національно-державний союз, УНДС; 1946). Образована в Германии как объединение нескольких групп: межвоенных эмигрантских деятелей, лояльных к эмигрантскому центру УНР, бывших военных УНР, послевоенной восточно-украинской эмиграции, главным образом из так называемой харьковской общественности, и умеренных западно-украинских деятелей, которые во время Второй мировой войны преимущественно сотрудничали с УЦК. Вступил в УДР.
- Украинский национально-демократический союз (укр. Український національно-демократичний союз, УНДС; 1946).
- Украинская революционо-демократическая партия[укр.] (укр. Українська революційно-демократична партія, УРДП; 1946). Создана в Германии украинскими эмигрантами, близкими по духу к идеям Украинского возрождения 1920-х. Выступала за борьба против советского режима и создание самостоятельного демократического украинского государства. Поддерживала правительство УНР в изгнании и входила в состав Украинского национального совета. Вступила в УДР.
- Союз земель соборной Украины[укр.] (укр. Союз земель соборної України, СЗСУ; 1948). Образована в Германии как украинская либеральная партия. В 1950 году переименована в СЗСУ—Селянская партия.
- Украинская социалистическая партия (укр. Українська соціалістична партія, УСП; 1950). Создана в Германии украинскими эмигрантами, ориентирующимися на Социнтерн. Поддерживала правительство УНР в изгнании и входила в состав Украинского национального совета.
- Союз украинских национальных демократов (укр. Союз українських національних демократів; 1950). Создан в США группой членов УНДС.
- Организация украинских националистов за рубежом (укр. Організація українських націоналістів за кордоном, ОУНз; 1954). Создана в результате раскола Заграничных частей ОУН. Вступила в УДР.
- Украинский демократический рух[укр.] (укр. Український Демократичний Рух, УДР; 1976). Организована в Нью-Йорке для консолидации украинских демократических сил в эмиграции и создание за рубежом политического движения, которое содействовало бы демократическим тенденциям в советской Украины. В УДР объединились ОУНз, УНДО, УРДП и блок непартийных демократов.

### Партии независимой Украины
- Украинская партия любителей пива (укр. Українська партія шанувальників пива, УПШП; 1990—2000). Идеология: центризм, либеральная демократия. В Верховной раде не была представлена, имела незначительное представительство в органах местного самоуправления. В 2000 году преобразована в Партию поддержки отечественного товаропроизводителя.
- «За Украину!» (укр. За Україну!; 1999—2014). Создана как Партия социальной защиты, сменила название в 2009 году. Идеология: национал-демократия. Влилась в партию «Фронт перемен».
- Фронт перемен (укр. Фронт Змін; 1999—2013). Организована как Народная трудовая партия (позднее Демократический фронт), сменил название в 2009 году. Идеология: правоцентризм, прагматизм, либерализм. Объединился с ВО «Батькивщина».
- Партия Реформы и порядок (укр. Партія Реформи і порядок, ПРП; 1997—2013). Создана в поддержку либеральных экономических реформ при участии бывшего вице-премьера Виктора Пинзеника. Идеология: правоцентризм, либерализм. Поддерживала Виктора Ющенко, позднее Юлию Тимошенко. Слилась с ВО «Батьківщина».
- УДАР (Украинский демократический альянс за реформы) Виталия Кличко (укр. УДАР (Український Демократичний Альянс за Реформи) Віталія Кличка; 2005—2015). Идеология: центризм, либерализм, прогрессивизм, проевропеизм. Создана как партия «Европейская столица». В 2008 году вошла в «Блок Виталия Кличко». В 2009 году переименована в «Новую страну», с 2010 года — УДАР. После свержения В. Януковича вошла в состав правящей коалиции. В 2015 году де-факто прекратила свою деятельность, присоединившись к БПП.

### Избирательные блоки
- Блок партий «За единую Украину!» (укр. «За єдину Україну!», За ЄдУ!; 2001—2006). Избирательный блок пяти партий Украины, созданный для поддержки президента Л. Кучмы. Идеология: центризм, создание государства равных возможностей, проведение сбалансированной внешней политики, при которой отношения со странами ЕС и с Россией были бы одинаково приоритетными. В создании блока участвовали «Трудовая Украина», Народно-демократическая партия, Партия регионов и Аграрная партия Украины. Позже к ним присоединилась Партия промышленников и предпринимателей Украины. 29 марта 2002 года была подписана декларация о создании политической партии на базе блока. На выборах в Верховную раду 31 марта 2002 года блок получил более 3,0 млн голосов избирателей (11,77%), завоевав 35 мест в парламент по списку и 66 мандатов в мажоритарных округах. В июне 2002 года блок распался.

## Запрещённые партии
Несмотря на провозглашённое конституцией Украины идеологическое многообразие, государством преследуется Коммунистическая партия Украины. Министерство Юстиции подало иск в суд о запрете деятельности партии, поскольку она придерживается тоталитарной идеологии. Но окончательного судебного решения о запрете партии нет, партия продолжает осуществлять деятельность. Руководители партии заявляли, что в случае запрета будут подавать иск в Европейский суд по правам человека.
- Русский блок (укр. Руський блок; 2002—2014). Создана в результате слияния партий «За Русь единую» и «Русско-украинский союз». Идеология: панславизм, русофильство, ирредентизм, стремление сделать русский язык официальным и канонической УПЦ МП, интеграция Украины с Россией и Белоруссией. Ни разу не сумев преодолеть заградительный барьер на выборах в Верховную раду в 2013 году приняла решение о самороспуске. В 2014 году была запрещена судом в связи с призывами к свержению конституционного строя и нарушению территориальной целостности Украины.
- «Русское единство» (укр. Руська Єдність; 2008—2014). Русская партия, действовавшая в АР Крым. Идеология: русофильство, ирредентизм. В 2014 году лидер партии Сергей Аксёнов сыграл важную роль в аннексии Крыма Российской Федерацией, за что деятельность партии была запрещена властями Украины в 2014 году, после чего она решила самораспуститься.
- Коммунистическая партия Украины (укр. Комуністична партія України, КПУ; 1993—2015). Создана как преемник одноимённой правящей и единственной партии УССР, запрещённой в 1991 году по обвинению в организации государственного переворота 19—21 августа того же года. В период с 1994 по 2014 КПУ лишь один раз оставалась без представительства в Верховной раде. В 2015 году была запрещена судом по причине декоммунизации и запрета на пропаганду коммунистических идей. Для того чтобы участвовать в выборах лидеры запрещённой КПУ создали партию «Новая держава» и Всеукраинское общественное объединение левых и левоцентристских политических партий и общественных организаций «Левая оппозиция».